# 烏亞拉尼火山
18°28′26″S 68°39′21″W / 18.47389°S 68.65583°W
烏亞拉尼火山（Uyarani），是玻利維亞的火山，位於該國西部奧魯羅省，處於薩哈馬火山東南面和阿蘇阿蘇尼火山西南面，屬於安第斯山脈中玻利維亞西部山脈的一部分，海拔高度4,321米。